# الحرب الإيبيرية
الحرب الإيبيرية هي حرب امتدت من عام 526 حتى عام 532 بين الإمبراطورية البيزنطية والإمبراطورية الساسانية لأجل مملكة إيبيريا الجورجية الشرقية، وهي دولة ساسانية عميلة انشقت إلى صف البيزنطيين. اندلع الصراع في خضم التوترات حول الترفيد وتجارة التوابل.
حافظ الساسانيون على سيطرتهم حتى عام 530 لكن البيزنطيين استعادوا موقعهم في مَعْرَكة دَارا وساتالا، بينما هزم حلفاؤهم الغسانيون اللخميين المتحالفين مع الساسانيين. ثم جاء انتصار ساساني في كالينيكوم في عام 531، جعل الحرب تستمر لمدة عام آخر، حتى وقعت الإمبراطوريتان «معاهدة السلام الأبدي».

## الأصل
بعد حرب أناستازيا، جرى الاتفاق على هدنة لمدة سبع سنوات، لكنها استمرت لما يقرب من عشرين عامًا. حتى خلال الحرب في عام 505، كان الإمبراطور أناستاسيوس الأول قد بدأ بالفعل بتحصين دارا لمجابهة الحصن الفارسي في مدينة نصيبين استعدادًا لصراع يلوح في الأفق. وفي الأعوام 524 و525، اقترح الشاه الفارسي قباد الأول (حكم بين العامين 488 و531) أن يتبنى الإمبراطور جستين الأول ابنه كسرى الأول؛ وقد كانت أولوية الملك الفارسي هي ضمان خلافة كسرى، الذي هدد موقفه منافسة إخوته والطائفة المزدكية. استُقبل الاقتراح في البداية بحماس من قبل الإمبراطور الروماني وابن أخيه، جستينيان، لكن القسطور بروكولوس عارض هذه الخطوة. على الرغم من انهيار المفاوضات، لم تبدأ الحرب على الحدود الشرقية الرئيسية حتى عام 530. في السنوات الفاصلة، فضل الجانبان شن حرب بالوكالة، من خلال الحلفاء العرب في الجنوب والهون في الشمال.
ازدادت التوترات بين القوتين بسبب انشقاق الملك الإيبيري غورغن إلى الرومان. ووفقًا لبروكوبيوس، حاول قباد إجبار المسيحيين الإيبيريين على اعتناق الزرادشتية، لكنهم انتفضوا عام 524-525 تحت قيادة غورغن ضد فارس، على خطى مملكة لازيكا المسيحية المجاورة. تلقى غورغن تعهدات جستين الأول بأنه سيدافع عن إيبيريا. وبالفعل جند الرومان الهون من شمال القوقاز لمساعدة الإيبيريين.

## الحرب
تصاعد العنف في نقاط مختلفة حيث التقت قوات الإمبراطوريتين: في عام 525، نقل أسطول روماني جيش أكسوم لغزو مملكة حمير في اليمن، وفي 525-526، أغار حلفاء بلاد فارس العرب، اللخميون، على الأراضي الرومانية على أطراف الصحراء. كان الرومان مهتمين باكتساب النفوذ في اليمن لحماية المصالح المسيحية هناك وكذلك للسيطرة على طرق تجارة التوابل والحرير إلى الهند التي كانت تحت السيطرة الفارسية.
بحلول 526-527، اندلع قتال علني بين الإمبراطوريتين في منطقة جنوب القوقاز وأعلى بلاد الرافدين. استمر الفرس بالضغط على الرومان للحصول على أموال منهم. وبعد وفاة الإمبراطور جستين الأول عام 527، اعتلى جستينيان الأول العرش الإمبراطوري. كانت السنوات الأولى من الحرب في صالح الفرس، وبحلول عام 527 سُحقت الثورة الإيبيرية، وفشل الهجوم الروماني ضد نصيبين وثابيثا في ذلك العام، ومُنعت القوات التي كانت تحاول تحصين ثانوريسوس وميلاباسا من إتمام عملها بسبب الهجمات الفارسية.
في عام 528، ضغط الفرس من إيبيريا للاستيلاء على الحصون في شرق لازيكا. في محاولة لمعالجة أوجه القصور التي كشفت عنها هذه النجاحات الفارسية، أعاد جستينيان تنظيم الجيوش الشرقية بتقسيم قيادة قائد الجنود (ماجستير ميليتوم) في الشرق إلى قسمين وتعيين قائد جنود منفصل من أرمينيا على الجزء الشمالي. وكانت أهم مبادرة رومانية على الجبهة الجنوبية في عام 528 هي حملات بيليساريوس إلى ثانوريسوس، حيث حاول حماية العمال الرومانيين، وتعهد ببناء حصن على الحدود. هزمت قواته من قبل خشايار خلال معركة ثانوريسوس واضطر إلى التراجع باتجاه دارا.
شجعت الغارات المدمرة التي شنها اللخميون على سوريا عام 529 جستينيان على تقوية حلفائه العرب، ما ساعد الزعيم الغساني الحارث بن جبلة على تحويل ائتلاف هش إلى مملكة متماسكة قادرة على التفوق أمام اللخميين في العقود اللاحقة. وفي عام 530، قاد بيليساريوس الرومان إلى النصر على قوة فارسية أكبر بكثير تحت قيادة بيروزس في مَعْرَكة دَارا ، بينما هزم القائدان سيتاس ودوروثيوس جيشًا فارسيًا تحت قيادة مهر مهرويه في معركة ساتالا. في عام 531، هُزم بيليساريوس على يد القوات الفارسية واللخمية في معركة كالينيكوم، لكن خلال الصيف، استولى الرومان على بعض الحصون في أرمينيا وصدوا هجومًا فارسيًا. أعقب الفشل الروماني في كالينيكوم لجنة تحقيق، ونتيجة لها أقيل بيليساريوس من منصبه. وجُرد أزاريث، قائد الفرس في كالينيكوم، من رتبته بسبب فشله في الاستيلاء على أي معقل مهم.

## الهدنة
زار مبعوث جستينيان، هيرموجينيس، قباد مباشرة بعد معركة كالينيكوم لإعادة فتح المفاوضات ولكن دون جدوى. اتخذ جستينيان خطوات لتعزيز الموقف الروماني، محاولًا، في الوقت نفسه، إشراك قباد دبلوماسيًا. وحاول جستينيان أيضًا إقامة تحالف مع مملكة أكسوم في إثيوبيا والحميريين في اليمن ضد الفرس، لكن اقتراح تحالفه باء بالفشل. وبدأ الفرس حصار ميافارقين، لكنهم تخلوا عنه بسبب موت قباد بعد ذلك بوقت قصير، وفي ربيع عام 532، بدأت مفاوضات جديدة بين المبعوثين الرومان والملك الفارسي الجديد، كسرى الأول، الذي كان بحاجة إلى تكريس اهتمامه لتأمين منصبه. وتوصل الجانبان أخيرًا إلى اتفاق وجرى التوقيع على معاهدة السلام الأبدي في سبتمبر عام 532، والتي استمرت أقل من ثمانية أعوام. اتفق الجانبان على إعادة جميع الأراضي المحتلة وعلى أن يدفع الرومان لمرة واحدة مبلغًا قدره 110 سنتنريا (11000 رطل من الذهب). استعاد الرومان قلاع لازيكا، وبقيت إيبيريا تحت سيطرة الفرس، ولكن سمح للإيبيريين الذين غادروا بلادهم بالبقاء ضمن الأراضي الرومانية أو العودة إلى أراضيهم الأصلية.